# Vietnamesischer Fußballpokal 2016
Der Vietnamesische Fußballpokal 2016, aus Sponsorengründen auch Kienlongbank National Cup genannt, war die 26. Saison eines Ko-Fußballwettbewerbs in Vietnam. Der Pokal wurde von der Vietnam Football Federation organisiert. Er begann mit der  ersten Runde am 2. April 2016 und endete mit dem Finalrückspiel am 29. September 2016.

## Termine
| Runde         | Datum                                 |
| ------------- | ------------------------------------- |
| 1. Runde      | 2. April 2016                         |
| Achtelfinale  | 10. Juni 2016                         |
| Viertelfinale | 14. Juni 2016 29. Juni 2016           |
| Halbfinale    | 20. Juli 2016 3. August 2016          |
| Finale        | 24. September 2016 29. September 2016 |

## Resultate und Begegnungen

### 1. Runde
|                         | Ergebnis        |                     |
| ----------------------- | --------------- | ------------------- |
| 2. April 2016           |                 |                     |
| Bình Phước FC           | 0:2             | Than Quảng Ninh FC  |
| Đắk Lắk FC              | 0:1             | CLB Cà Mau          |
| Sông Lam Nghệ An        | 1:0             | Sanna Khánh Hòa     |
| Dược Nam Hà Nam Định FC | 2:0             | Phú Yên FC          |
| Quảng Nam FC            | 4:1             | CLB bóng đá Huế     |
| Đồng Nai FC             | 1:2             | Fico Tây Ninh FC    |
| FC Thanh Hóa            | 1:1 (5:3 i. E.) | Hồ Chí Minh City FC |
| Hoàng Anh Gia Lai       | 2:1             | Viettel FC          |

### Achtelfinale
|                         | Ergebnis |                  |
| ----------------------- | -------- | ---------------- |
| 10. Juni 2016           |          |                  |
| Dược Nam Hà Nam Định FC | 1:0      | XSKT Cần Thơ     |
| Quảng Nam FC            | 2:1      | Sài Gòn FC       |
| Hoàng Anh Gia Lai       | 1:0      | SHB Đà Nẵng      |
| Hải Phòng FC            | 2:1      | Sông Lam Nghệ An |
| Long An FC              | 4:1      | Fico Tây Ninh FC |
| Becamex Bình Dương      | 5:1      | CLB Cà Mau       |
| Hà Nội T&T              | 1:0      | FC Thanh Hóa     |
| Than Quảng Ninh FC      | 2:0      | FC Đồng Tháp     |

### Viertelfinale
|                            | Ergebnis |                         |
| -------------------------- | -------- | ----------------------- |
| 24. Juni 2016 (Hinspiele)  |          |                         |
| Dược Nam Hà Nam Định FC    | 0:0      | Hà Nội T&T              |
| Hải Phòng FC               | 1:1      | Quảng Nam FC            |
| Becamex Bình Dương         | 5:3      | Hoàng Anh Gia Lai       |
| Than Quảng Ninh FC         | 1:1      | Long An FC              |
| 29. Juni 2016 (Rückspiele) |          |                         |
| Hà Nội T&T                 | 3:1      | Dược Nam Hà Nam Định FC |
| Quảng Nam FC               | 3:0      | Hải Phòng FC            |
| Hoàng Anh Gia Lai          | 1:3      | Becamex Bình Dương      |
| Long An FC                 | 2:2      | Than Quảng Ninh FC      |

### Halbfinale
|                             | Ergebnis |                    |
| --------------------------- | -------- | ------------------ |
| 20. Juli 2016 (Hinspiele)   |          |                    |
| Becamex Bình Dương          | 1:1      | Than Quảng Ninh FC |
| Quảng Nam FC                | 2:3      | Hà Nội T&T         |
| 3. August 2016 (Rückspiele) |          |                    |
| Than Quảng Ninh FC          | 0:0      | Becamex Bình Dương |
| Hà Nội T&T                  | 4:3      | Quảng Nam FC       |

### Finale
|                                | Ergebnis |                    |
| ------------------------------ | -------- | ------------------ |
| 24. September 2019 (Hinspiel)  |          |                    |
| Than Quảng Ninh FC             | 4:4      | Hà Nội T&T         |
| 29. September 2016 (Rückspiel) |          |                    |
| Hà Nội T&T                     | 1:2      | Than Quảng Ninh FC |

| Vietnamesischer Pokalsieger 2016 |
| Than Quảng Ninh FC               |